# Liborio Guccione
Liborio Guccione (Alia, 12 marzo 1922 – Lucca, 29 marzo 1996) è stato uno scrittore italiano.

## Biografia
Liborio Guccione, nato ad Alia (PA) il 12 marzo 1922, nel 1947 si trasferisce in Toscana, dove svolge l'attività di giornalista e scrittore. Muore  a Lucca nel 1996, facendo appena in tempo a consegnare l'ultima sua opera "Giorni vissuti come fossero anni" all'Amministrazione comunale di Alia, grazie alla quale essa viene pubblicata ad un anno dalla sua morte e poi diffusa ampiamente tra gli Aliesi residenti e tra quelli, da emigrati, sparsi per il mondo.

## Opere
La sua produzione letteraria, oltre a numerosi scritti di carattere vario, comprende:
Romanzi storici:
- Le vene nere, 1973, Lucca, Vangelista Editore.
- Cu Vincìu? Chi Vinse?, 1976, Lucca, Vangelista Editore.
- Giorni vissuti come fossero anni, 1997, Soveria Mannelli, Arti Grafiche Rubbettino.

Saggi sulla Resistenza:
- Il Gruppo Valanga e la Resistenza in Garfagnana, 1978, Lucca, [Pacini Fazzi Editore].
- Missione Rosa-Balilla Resistenza e Alleati, 1987, Lucca, Vangelista Editore.

| Controllo di autorità | VIAF (EN) 306066416 · ISNI (EN) 0000 0000 8430 0422 · SBN CFIV048936 · LCCN (EN) n79059622 |